# 世界贈予我的
《世界赠予我的》是香港歌手王菲在2025年1月22日发布的一首歌曲。该曲是中央广播电视台春节联欢晚会联合王菲推出的“特别单曲”，2025年1月28日，王菲时隔7年再次登上春晚并演唱该曲。

## 创作背景
《世界赠予我的》由湖北省文旅厅文化策划活动中心的袁晶作词，湖北省青联委员曹正杰作曲，李超、常石磊共同编曲，并由常石磊制作。据创作者透露，作词工作仅用一个小时完成，作曲更是只花了半个小时。作曲者曹正杰表示，他“有意弱化了旋律的存在感”，旨在让观众将更多注意力放在歌词与表达上。对于王菲的演绎，曹正杰表示“王菲的演唱具有强烈的个人风格，她在演唱时，从咬字到音阶的衔接等都有自己处理方式，相当于对歌曲进行了二度创作，她演唱的效果大大超出了我们的预期。”
歌曲的创作灵盖来源于对生活的感恩，寄托了创作者对平凡生活中点滴美好的感动。袁晶希望大家“在生活的失与得中，学会感恩拥有......容纳万事，接纳万物，拥抱这个世界”，也寄愿时间可以抚平伤痛，治愈经历过失去的人们
中共中央宣传部副部长、中央广播电视总台台长慎海雄对该曲的歌词进行了少量修改，将“愿他都确定”、“好故事眷恋好人”分别改为“愿他都安心”和“好故事眷顾好人”。
歌曲官方MV有众多哔哩哔哩平台自媒体运营者出境，如李子柒等。

## 影响
2025年春节联欢晚会收视创下12年来新高，而王菲的节目《世界赠予我的》则是歌舞类节目收视冠军。
该节目饱受好评，不仅在大众层面得到广泛传播、成为该届春晚最大热门歌曲，更引人民日报等官方媒体为其撰文。人民日报评价该歌曲“表达出了人心在这一刻的交集”，认为该歌曲洞悉人生百态、迎合时代趋势，完成了抚慰大众、振奋人心的使命。
在春晚的演唱中，王菲在歌曲结尾时“双手合十、动情流泪、缓缓鞠躬”引发热议。据知情人士透露，王菲的哥哥与父亲在近年相继离世，王菲唱到动情之处的行为许是因思念亲人，引发网民共情。

## 商业表现
- 《世界赠与我的》于2025年2月28日在腾讯音乐榜获得“黄金单曲”认证，包括500,000份销量认证以及200,000,000次等量播放认证。[14]
- 《世界赠与我的》于2025年6月5日在腾讯音乐榜获得“白金单曲”认证，包括1,000,000份销量认证以及400,000,000次等量播放认证。[15]
- 《世界赠与我的》于2025年1月22日在网易云音乐“歌曲畅销指数榜”获得第一名。